# Philip Lindsay
Philip Lindsay (* 30. April 1906 in Sydney; † 4. Januar 1958 in Hastings, East Sussex, England) war ein australischer Romanschriftsteller.

## Leben und Werk
Philip Lindsay war der dritte Sohn des Bildhauers und Schriftstellers Norman Lindsay und ein jüngerer Bruder des Autors Jack Lindsay. Er absolvierte die Anglican Church Grammar School in Brisbane und interessierte sich vor allem für Geschichte und Literatur. Als 14-Jähriger kehrte er zu seiner Familie nach Sydney zurück und besuchte auch die Sydney Art School, zeigte aber keine Neigung für Kunst. Mit Unterstützung seines Vaters begann er eine schriftstellerische Karriere und arbeitete als Journalist in Sydney. Er ging dann nach England, traf im September 1929 in London ein und veröffentlichte im gleichen Jahr einige seiner Gedichte und Skizzen in der London Aphrodite.
Nun blieb Lindsay dauerhaft in England und schrieb hauptsächlich historisch-biographische Romane. In seinen frühen Romanen Morgan in Jamaica (1930) und Panama is Burning (1932) bekundete er Interesse am Thema der Piraterie. Dann wandte er sich der mittelalterlichen englischen Geschichte zu. In One Dagger for Two (1932) behandelte er Christopher Marlowe, einen englischen Dramatiker der elisabethanischen Ära, der bei einem Wirthausstreit umkam; doch nach Lindsays Darstellung handelte es sich nicht bloß um einen Disput wegen der Rechnung, sondern wegen einer Frau. Der Erfolg seines 1933 veröffentlichten Romans Here Comes the King (1933) über Catherine Howard, die fünfte Gattin Heinrichs VIII., verschaffte ihm den Posten des künstlerischen Leiters für Alexander Cordas im gleichen Jahr gedrehten Film The Private Life of Henry VIII.
In The Little Wench (1935) handelte Lindsay über die Sage der Liebschaft zwischen der Königin Guinevere und dem Ritter Lancelot, in The Devil and King John (1943) über Johann Ohneland, der hier als Sympathisant der „alten Religion“ der Hexen erscheint, worauf seine Konflikte mit der katholischen Kirche zurückgeführt werden. Der Autor stellte König Johann wohlwollender als viele andere Werke dar und zeigte auch in seinen biographischen Romanen über Richard III. (The Tragic King) und Heinrich V. viel Sympathie für diese englischen Könige.
Lindsay ging am 4. April 1933 seine erste Ehe mit Jeanne Ellis, geb. Bellon ein, ließ sich später von ihr scheiden und heiratete am 15. September 1943 Isobel Beatrice Spurgeon, geb. Day, mit der er in Sussex lebte. Am 4. Januar 1958 starb Lindsay, der 1941 seine Autobiographie I’d Live the Same Life Over publiziert hatte,  im Alter von 51 Jahren in Hastings an einer Atemwegserkrankung. Seine Tochter aus erster Ehe, Cressida Lindsay, war ebenfalls Romanautorin.

## Weitere Werke (Auswahl)
- London Bridge is Falling, Roman, 1934
- The Duke is Served, Roman, 1936
- Bride for a Buccaneer, Roman, 1938
- The Nutbrown Maid, Roman, 1939
- The Gentle Knight, Roman, 1942
- She Rides in Triumph, Roman, 1944
- Sir Rusty Sword, Roman, 1946
- Whiter Shall I Wander, Roman, 1947
- Heart of a King, Roman, 1948
- There Is No Escape, Roman, 1949
- Don Bradman, Biographie, 1951
- A Piece for Candlelight, Roman, 1953
- The Counterfeit Lady, Roman, 1954